# Slovenski četnici
Slovenski četnici su bili slovenski pripadnici Jugoslovenske vojske u otadžbini, koji su djelovali u drugom svjetskom ratu.
Tijekom ratnih godina 1941. – 1945. u Sloveniji su osim partizana ratovali i postrojbe Bele Garde, Slovenski domobrani i Slovenski četnici koje su često nazivani "Plavogardejci" iako sebe nisu nikad nazivali tim terminom. To je bio dio poražene vojske Kraljevine Jugoslavije (VKJ) koji su djelovali po uputama izbjegle vlade u Londonu i bili potčinjeni generalu Draži Mihailoviću.
Cilj je bio očuvati monarhiju i ideja Jugoslavije, uz potporu zapadnih saveznika. 
Zapovjednik slovenskih četnika bio je pukovnik Jaka Avšič. Kada je pukovnik Avšič sredinom 1941. prešao u partizane, zapovjednik slovenskih četnika je postao četnički vojvoda Karl Novak, koji je kasnije unaprjeđen u čin potpukovnika.
1943. godine Novak je otišao u Italiju kao predstavnik generala Mihailovića za vezu sa zapadnim saveznicima. 
Za vrijeme rata između 300 - 600 četnika uglavnom su djelovali kao doušnici i diverzanti.

### Četnički vojvoda "Triglavski"
Ravnogorsko pokret je čak i u Sloveniji još uvijek aktivan. U svibnju 2008. jedini živi srpski četnik iz Slovenije Uroš Šušterič proglašen je za četničkog vojvodu - "Triglavskog".